# Alejandro Corrales Escobar
Alejandro Corrales Escobar (Belén de Umbría, 18 de marzo de 1976) es un ingeniero y político colombiano, que se desempeñó como Senador de la República de Colombia.

## Biografía
Miembro de una familia de caficultores, estudió ingeniería agrícola en la Universidad de Caldas.
Fue miembro del Comité Departamental de Caficultores de Risaralda entre 2010 y 2014, para después ser presidente de la Junta de Administración de la Cooperativa Departamental de Caficultores de Risaralda, entre 2010 y 2017. También fue miembro de la Comité Nacional de la Federación Nacional de Cafeteros en representación de Risaralda, entre 2014 y 2017.
Sin mucha experiencia pública, fue elegido en las elecciones legislativas de 2018 como Senador con 30.830, y con el aval del Partido Centro Democrático. Trató de reelegirse en las elecciones legislativas de 2022, pero no lo logró. En el Senado, fue parte de la Comisión V. Fue uno de los principales proponentes de uno de los proyectos para prohibir el fracking en Colombia.